# Volker Schadach
Volker Schadach (geboren 1942 in Beuthen in Oberschlesien) ist ein deutscher Fotograf und Verleger.

## Leben
Schadach war das fünfte Kind seiner Eltern und wuchs in der der Nachkriegszeit in Goslar auf. Bereits als Schüler begann er mit Naturaufnahmen im Harz mit einer im Finetta-Werk in Goslar entwickelten „Finetta“-Kamera. Nach seinem Schulabschluss durchlief er Ausbildungen zum Reproduktionsfotografen und schloss an der Fachschule für Optik und Fototechnik in Berlin. 1966 legte er seine Meisterprüfung als jüngster Fotografenmeister in Niedersachsen ab.
1967 machte sich Schadach selbständig mit Schwerpunkt als Industrie- und Werbefotograf. Im Zuge der Deutschen Wiedervereinigung ergänzte er sein Goslarer Atelier um den Verlag „Studio Schadach“, der bis zum Jahr 2000 mehr als 100.000 Bücher publizierte, zumeist Bildbände beispielsweise über Burgen und Schlösser, Bergwerke und Eisenbahnen, Höhlen sowie Flora und Fauna vor allem im Naturpark Harz.

## Publikationen (Auswahl)
- Ursula Müller, Hans-Günther Griep (Text), Dagmar Mönnecke-Koroma (Übers.), Volker Schadach (Fotos): Kaiserstadt Goslar. Weltkulturerbe. World Cultural Heritage, Kunstführer in deutsch und englisch, Goslar: Studio Schadach 2005, ISBN 978-3-928728-48-5 und ISBN 3-928728-48-2